# Navakuchnaŭščyna
Navakuchnaŭščyna (bělorusky Навакухнаўшчына, rusky Новокухновщина) je zaniklá vesnice (děrevňa) pod správou Sudkoŭského selsovětu na území Chojnického rajónu Homelské oblasti v Bělorusku. Je součástí Poleské státní radiačně-ekologické rezervace. Po havárii Černobylské jaderné elektrárny v roce 1986 bylo všech 13 rodin přesídleno do nezamořených území.

## Geografie
Vesnice se nachází 32 km jihozápadně od rajónního centra a železniční stanice Chojniki. Leží na trati Vasilevičy – Chojniki, která se vyčleňuje z linky Brest – Homel, asi 135 km od města Homel. Na severu se rozkládají rekultivačních kanály, které se napojují na řeku Pripjať (přítok řeky Dněpr).

## Historie
Vesnice Navakuchnaŭščyna byla založena na počátku 20. století ze přistěhovalci sousedních vesnic. V roce 1931 byl ve vesnici zřízen kolchoz. V období Velké vlastenecké války okupanti v květnu 1943 vesnici úplně vypálili.

## Demografie
- 1908: 10 obyvatel
- 1940: 38 dvorů, 110 obyvatel
- 1959: 135 obyvatel
- 80. léta 20. století: 13 rodin
- 2011: 0 obyvatel

## Galerie

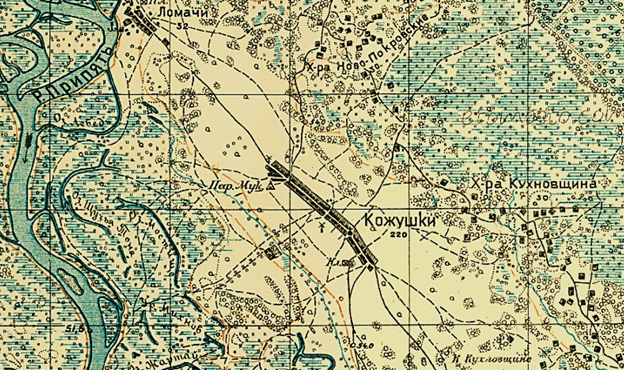
Kuchnaŭščyna na mapě z let 1924–26
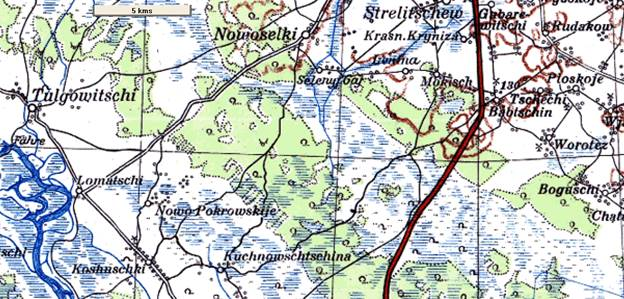
Kuchnaŭščyna na německé mapě z roku 1941
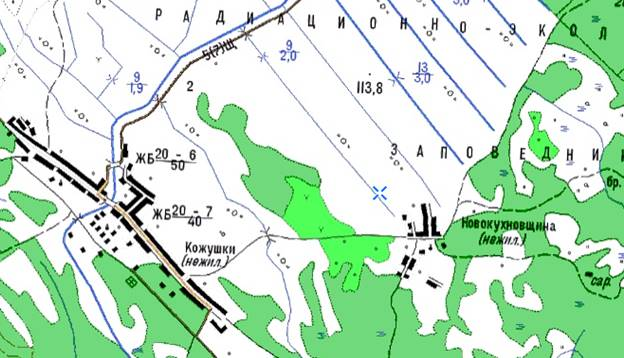
Navakuchnaŭščyna na mapě z roku 2001